# Juan Antonio Vizarrón y Eguiarreta
Juan Antonio de Vizarrón y Eguiarreta (El Puerto de Santa María, Cádiz; 2 de septiembre de 1682-Ciudad de México, 25 de enero de 1747) fue un político y religioso español.

## Biografía
Hombre de estado, fue Capellán de la Prioral de su ciudad natal y posteriormente canónigo de las Catedrales de Cuenca y archidiácono en la iglesia patriarcal en Sevilla. Sumiller de cortina del Consejo de Su Majestad en 1730. Estudió en el Colegio de San Clemente en Roma. Fue nombrado Arzobispo de México el 13 de enero de 1730, fue consagrado Arzobispo en Ciudad de México el 13 de mayo de 1730, y tomó la posesión formal de la archidiócesis el 21 de marzo de 1731.
Y en 1734 se hizo cargo del gobierno de Nueva España, conforme a órdenes selladas de la Corona. Estas órdenes debían ser abiertas por la Audiencia en caso de la muerte de virrey anterior, Juan de Acuña, marqués de Casa Fuerte, ostentándolo hasta 1740, en que hizo entrega de su empleo al Marqués de Gracia Real. A él se deben importantes obras, como son el Palacio Arzobispal de México, el de Tacubaya y el Colegio Apostólico de San Fernando.
Como virrey, confisca las propiedades del Duque de Monteleón, un descendiente de Hernán Cortés.
En octubre de 1736 una horrible epidemia de matlazáhuatl aparece en las vecindades de la Ciudad de México. Esta epidemia mata cientos de personas, entre ellos muchos indios, en muchas Ciudades y Villas. 
También en ese año fueron descubiertas minas de plata en Arizona en aquel entonces parte de la intendencia de Nuevo México. Mandó dos millones de Pesos en Plata como contribución para reconstruir el Palacio Real en Madrid, que fue destruido por el fuego en el año de 1734, también la Ciudad de México fue embellecida y sus calles reparadas.
Al terminar su mandato se le dio a Pedro de Castro y Figueroa, Duque de la Conquista y Marqués de Gracia Real en 1740, pero continuó siendo Arzobispo hasta su muerte en el 25 de enero de 1747, en la Ciudad de México, siendo enterrado en la Catedral Metropolitana de su arquidiócesis en la Cripta de los Arzobispos.
| Predecesor: Juan Vázquez de Acuña y Bejarano             | Virrey de Nueva España 1734 - 1740 | Sucesor: Pedro de Castro Figueroa y Salazar |
| Predecesor: José Pérez de Lanciego Eguiluz y Mirafuentes | Arzobispo de México 1730 - 1747    | Sucesor: Manuel José Rubio y Salinas        |